# Френсіс Дарвін
Френсіс Дарвін (16 серпня 1848 — 19 вересня 1925, Кембридж, Велика Британія) — британський ботанік, член Королівського товариства (1882).

## Біографія
Третій син Чарлза Дарвіна та його дружини Емми. Закінчив Кембриджський університет у 1870 році, склавши з відзнакою трайпос з природничих наук. Також вивчав медицину у Лікарні святого Георгія в Лондоні. 1875 року здобув ступінь бакалавра медицини в Кебриджському університеті. Був особистим секретарем свого батька Чарлза Дарвіна до його смерті 1882 року. З 1884 року викладав ботаніку в Кембриджському університеті. Спочатку його призначили лектором (англ. lecturer), з 1888 року він став асоційованим професором (англ. Reader).
Автор підручника «Практична фізіологія рослин» (англ. The Practical Physiology of Plants, 1894). Наукові дослідження присвячені росту й рухам рослин та контролю транспірації, зокрема відчиненню та зачиненню продихів. Автор досліджень з фізіології рослин-хижаків. Працював у лабораторіях Юліуса фон Сакса та Генріха Антона де Барі. 
Був популярним лектором. За характером був часто нетолерантним, мав чимало сильних упереджень, але для багатьох виглядав симпатичним, доброзичливим та гуморним.
Умів грати на музичних інструментах. Захоплювався собаками.

## Родина
Френсіс Дарвін був одружений тричі. Першою дружиною з 1874 року була Емі Рак (англ. Amy Ruck), яка померла від гарячки за 4 дні після народження сина Бернарда (1876-1961).
1883 року він одружився з лекторкою та дослідницею англійської літератури в Кембриджському університеті Еллен Вордсворт Крофтс (1858-1903). Вони мали доньку Франсес (1886-1960).
У 1913 році Френсіс одружився втретє з драматургинею Флоренс Генрієттою Фішер (1864-1920).

## Нагороди та звання
- Член Королівського товариства (1882)
- Іноземний секретар Королівського товариства (1903—1909)
- Віце-президент Королівського товариства (1907)
- Президент Британської асоціації (1908)
- Лицар Британської імперії (1913)

## Праці
- Життя й листи Чарлза Дарвіна (англ. Life and Letters of Charles Darwin, 1887)
- FRANCIS DARWIN, THE BOTANICAL WORK OF DARWIN, Annals of Botany, Volume os-13, Issue 4, December 1899, Page 626, https://doi.org/10.1093/oxfordjournals.aob.a088762